# NGC 7369
NGC 7369 is een spiraalvormig sterrenstelsel in het sterrenbeeld Pegasus. Het hemelobject werd op 29 augustus 1865 ontdekt door de Duits-Deense astronoom Heinrich Louis d'Arrest.

## Synoniemen
- MCG 6-49-80
- ZWG 514.104
- ZWG 515.2
- 4ZW 113
- PGC 69619